# Mademoiselle Victoire
Mademoiselle Victoire est une géante processionnelle du cortège dominical de la Ducasse d'Ath, en Belgique.

## Historique
Mademoiselle Victoire a été créée en 1793, à l'initiative du bourgmestre de l'époque, pour célébrer une victoire des Autrichiens sur les Français. Son existence fut éphémère, elle ne participa qu'à une seule ducasse avant d'être détruite en 1794 avec les autres géants.
Elle fut recréée en 1860, sous le nom de « La Ville d'Ath » avant de (re)devenir Mademoiselle Victoire.
Sa tête est l'œuvre de l'artiste Ernest Ouverleaux, d'après un dessin d'Henri Hanneton, directeur de l'Académie de dessin d'Ath. 
Elle symbolise la ville d'Ath dont elle porte les couleurs : violet, blanc et jaune. 
C'est l'Harmonie Royale Union de Lorette, fondée en 1851, qui la fait danser. Ses valses sont particulièrement spectaculaires et appréciées du public.

## Description
- Poids : 130 kg
- Taille : 4,07 m[1]

Couronne dorée, cheveux noirs crêpés, manteau mauve bordé d'une bande mauve, jaune et blanche (couleurs de la ville), blouse blanche avec ceinture mauve, aigles bicéphales mauves sur la basque de la blouse, soutien-gorge argenté avec représentation des armes de la ville, sceptre et couronne dans la main droite cerclant un plat jaune doré avec, peintes en noir, les armes de la ville, la jupe est jaune avec en dessous, un jupon blanc.